# 457 TCN
457 TCN là một năm trong lịch La Mã.